# Lithocarpus edulis
Lithocarpus edulis (en garvebarkeg) er et stedsegrønt træ med en opret, tæt vækst. De hanlige blomster er samlet i endestillede aks som er meget tilsvarende dem, man ser hos ægte kastanje. Artens agern er spiselige (rå eller kogt).

## Beskrivelse
Barken er først furet, hårløs og lyst blågrøn, men senere bliver den gråbrun med lyse korkporer. Gammel bark er lysebrun og korkagtig. Knopperne sidder spredt, og de er forholdsvis store, ægformede og lysegrønne. Bladene er læderagtige og elliptiske med hel rand. Oversiden er blank og mørkegrøn, mens undersiden er lysegrøn med mørkere bladribber. 
Blomstringen sker i maj-juni, og de rent hanlige blomster er samlet i endestillede aks (meget tilsvarende dem, man ser hos ægte kastanje), mens de hunlige sidder få sammen i knopperne længere inde ad skuddet. Frugterne er nødder (agern).
Rodnettet består af en kraftig pælerod og nogle svære siderødder. 
Højde x bredde og årlig tilvækst: 15 x 4 m (15 x 4 cm/år). Disse tal gælder på plantens hjemsted, Japan.

## Hjemsted
Arten hører hjemme på de japanske hovedøer Honshu (vest for Kanto-distriktet), Shikoku og Kyushu, og den når over Ryu-kyo øerne til Taiwan. Alle disse steder findes arten i blandede løvskove i kystnære områder. 
På Fujibjerget findes arten sammen med bl.a. Castanea crenata, Dendropanax trifidus, djævletræ, Eurya japonica, japansk kryptomeria, japansk løn, japansk pieris, japansk stjerneanis, japansk vedbend, kurilermagnolia, Prunus jamasakura, Prunus zippeliana, Quercus acuta, Quercus glauca, Quercus myrsinaefolia, Quercus salicina, solcypres, stor stjernetop og ægte kamelia.
Træet er ikke hårdført i Danmark, og selv i England vil det kun kunne trives i beskyttede områder af Cornwall og Wales.

## Note
1. ↑  Se Beretning fra en tysk ekskursion til Japan i 2004 Arkiveret 4. september 2011 hos  Wayback Machine (tysk)